# Thibaut II của Navarra
Thibaut II của Navarra (tiếng Pháp: Thibaut II de Navarre, tiếng Tây Ban Nha: Teobaldo II de Navarra; 6 hoặc 7 tháng 12 năm 1239 – 4 hoặc 5 tháng 12 năm 1270) là Vua của Navarra và cũng là Bá tước Thibaut V xứ Champagne (tiếng Pháp: Thibaut V de Champagne) từ năm 1253 cho đến khi ông qua đời. Ông là con trai và là người kế vị của Thibaut I và là quốc vương người Navarra thứ hai của Nhà Blois. Sau khi ông băng hà mà không có con, ngai vàng của Navarra được truyền lại cho em trai ông, Henri I.

## Tiểu sử

### Những năm đầu
Thibaut là con trai cả của Thibaut I của Navarra và người vợ thứ ba, Marguerite xứ Bourbon.  Ông kế vị ngai vàng của cha mình sau khi cha ông qua đời, khi ông mới 14 tuổi. Mẹ của ông làm nhiếp chính với Jaime I của Aragon cho đến năm 1256, khi Thibaut trưởng thành. Vào ngày 27 tháng 11, ông khẳng định Fueros của Navarra, đã hạn chế quyền lực của ông bằng cách đặt ông dưới sự cố vấn của một gia sư từ tầng lớp quý tộc. Ông không thể đưa ra phán quyết nếu không có một hội đồng gồm mười hai (bồi thẩm đoàn) gồm các nhà quý tộc. Tuy nhiên, Thibaut không bằng lòng vì bị hạn chế như vậy trong đặc quyền của hoàng gia trước sinh nhật 21 tuổi của mình. Ông đã nhận được các nghi thức phong tước và đăng quang từ Giáo hoàng Alexanđê IV lần lượt vào năm 1257 và 1259 và cố gắng biện minh cho quyền cai trị thiêng liêng của mình, một khái niệm xa lạ cho đến thời điểm đó trong chính trị Navarra.

### Chính sách trong nước
Để chống lại xu hướng phân quyền, giảm bớt quyền lực của giới quý tộc, và trốn tránh sự kiểm soát của các fueros (tạm dịch là luật bản địa) đối với mình, Thibaut đã chuyển sang giai cấp tư sản. Ông đã chính xác hóa các khoản thuế bất thường và các khoản áp đặt từ họ, nhưng họ vẫn ủng hộ ông vì ông đã cấp cho họ quyền, uy tín và ảnh hưởng chính trị. Ông mở rộng các fueros của Navarra đến Lantz và Estella đến Tiebas - ngày nay đang trong tình trạng đổ nát và mất dân số - và Torralba Del Río. Ông thành lập Espinal (Aurizberri, gần Roncesvalles) vào năm 1269.
Thibaut tiếp tục cuộc tranh giành quyền lực với giám mục Navarra bắt đầu dưới triều đại của cha mình. Người trước đây đứng về các giáo dân Basque bản địa của ông ở quận Navarra, trong khi Thibaut thống nhất quận Saint Nicolas của Pamplona, được bầu từ những người Occitans đến từ miền nam nước Pháp. Cuối cùng, ông đã cố gắng chấm dứt các cuộc chiến giữa các quận vào năm 1266, thúc đẩy một thỏa thuận giữa các hội đồng của ba quận Navarra — nhưng không phải là cuối cùng đã tránh được cuộc chiến tranh phá hoại của người Navarra vào năm 1276.
Trong những công việc khác, Thibaut tiếp tục các chính sách của cha mình. Ông đã cải thiện việc quản lý của hoàng gia về thu nhập và chi tiêu, và tiến những hành cuộc điều tra dân số đầu tiên. Số lượng năm 1266 cho thấy dân số 150.000 người ở Navarra. Khoảng 6,75% ngân sách của hoàng gia được chi cho bộ máy hành chính, 33,84% cho quân đội, và 59,6% cho việc duy trì quốc vương và gia đình cũng như các nhiệm vụ khác của ông.

### Liên minh với Pháp

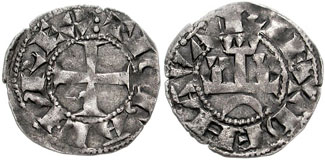
Một dinero từ triều đại của Thibaut II, mang dòng chữ Tiobald rex de Navarie

Thibaut nhận được sự ủng hộ của vua Louis IX của Pháp, người đã ủng hộ các vị vua đồng đẳng của mình chống lại các chư hầu của họ một cách nhất quán. Thibaut kết hôn với Isabelle, con gái của Louis, vào ngày 6 tháng 4 năm 1255. Thibaut đóng vai trò là cố vấn của Louis và Louis là thẩm phán trong các vấn đề nội bộ của Navarra. Khi con gái Alfonso X của Castila là Berengaria được hứa hôn với con trai Louis IX là Louis của Pháp, Castila đã nhượng quyền sử dụng các cảng Fuenterrabía và San Sebastián cho Navarra vào ngày 1 tháng 1 năm 1256.
Vào tháng 7 năm 1270, Thibaut bắt tay với cha vợ của mình tham gia vào trong cuộc Thập tự chinh thứ tám tới Tunis. Louis chết vì bệnh kiết lỵ trong cuộc bao vây. Thibaut chết mà không để lại hậu duệ tại Trapani ở Sicily khi trở về cùng năm đó. Ông được kế vị bởi em trai của mình, Henri I. Người vợ góa của ông, Isabelle trở về quê hương ở Pháp, nơi bà qua đời vài tháng sau đó và được chôn cất tại Provins.